# Гуртнеллен
Гуртнеллен (нім. Gurtnellen) — громада  в Швейцарії в кантоні Урі.

## Географія
Громада розташована на відстані близько 95 км на схід від Берна, 16 км на південь від Альтдорфа.
Гуртнеллен має площу 83,3 км², з яких на 1,3% дозволяється будівництво (житлове та будівництво доріг), 11,6% використовуються в сільськогосподарських цілях, 28,8% зайнято лісами, 58,3% не є продуктивними (річки, льодовики або гори).

## Демографія
2019 року в громаді мешкало 528 осіб (-10,7% порівняно з 2010 роком), іноземців було 8,7%. Густота населення становила 6 осіб/км².
За віковим діапазоном населення розподілялося таким чином: 17,6% — особи молодші 20 років, 56,3% — особи у віці 20—64 років, 26,1% — особи у віці 65 років та старші. Було 233 помешкань (у середньому 2,2 особи в помешканні).
Із загальної кількості 215 працюючих 67 було зайнятих в первинному секторі, 69 — в обробній промисловості, 79 — в галузі послуг.